# Жучата
Жучата — деревня в муниципальном округе Егорьевск Московской области России.

## География

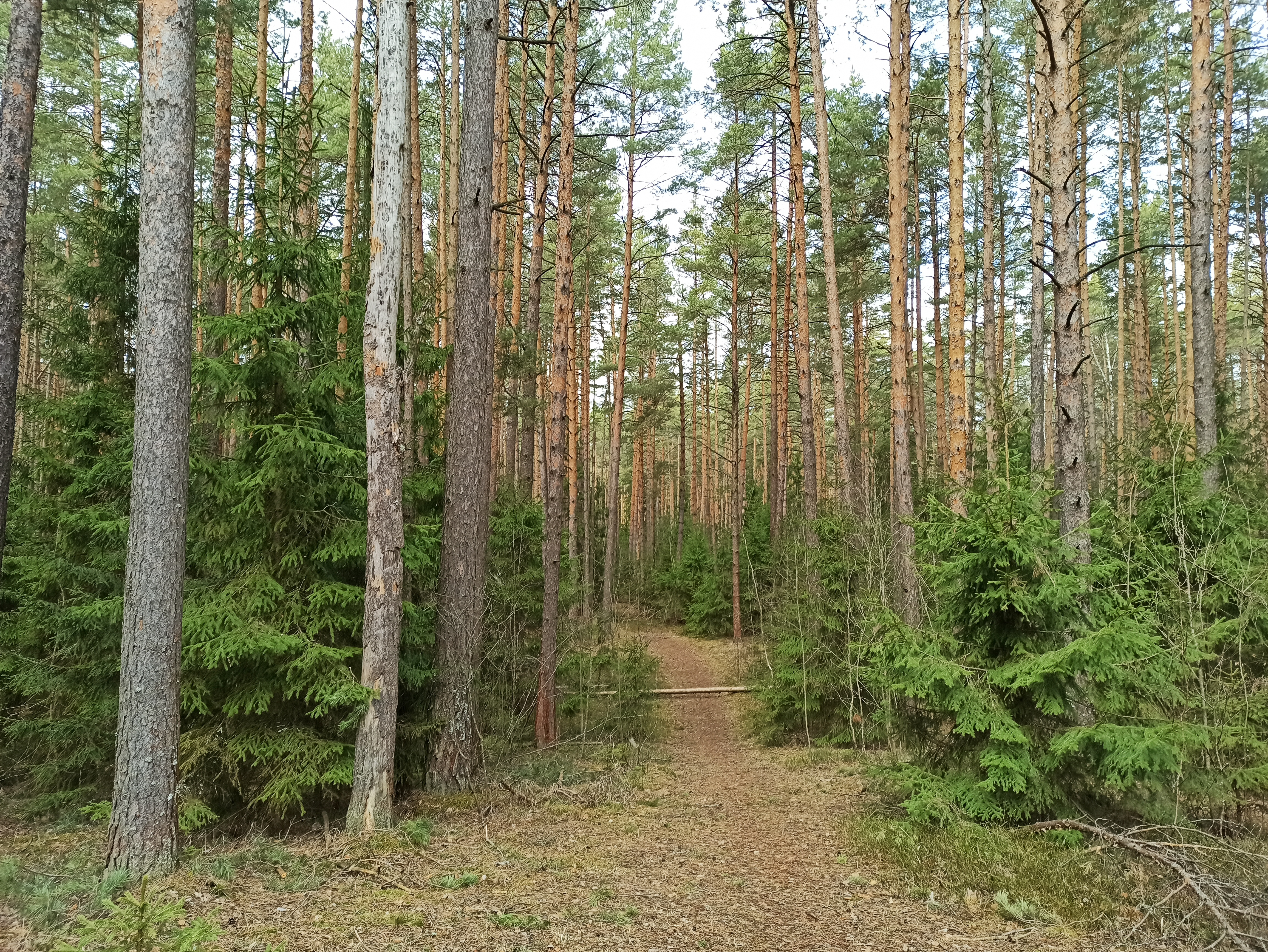
Лес около д. Жучата

Деревня Жучата расположена в северо-западной части муниципального округа Егорьевск, примерно в 2 километрах к востоку от города Егорьевск. Около южной окраины деревни протекает река Любловка. Высота над уровнем моря 139 метров.

## Название
До первой четверти XVIII века деревня часто сменяла названия: Митрофановская, Китаевская, Никоновская, Никоново, Фроловская. Согласно переписи 1627 года в деревне проживал Федка Офонасьев, имевший прозвище Жук. Его потомки назывались жучата. С 1726 года за деревней закрепляется новое название Жучаты, современная форма — Жучата.

## История
До отмены крепостного права в России жители деревни относились к разряду государственных крестьян.
После 1861 года деревня вошла в состав Нечаевской волости Егорьевского уезда. Приход находился в городе Егорьевске.
В 1926 году деревня входила в Лаптевский сельсовет Егорьевской волости Егорьевского уезда.
До 1994 года Жучата входили в состав Селиваниховского сельсовета Егорьевского района, а в 1994—2006 годы — Селиваниховского сельского округа.
До 2015 года входила в состав городского поселения Егорьевск.
В 2015 году вошла в состав городского округа Егорьевск, образованного в том же году путем упразднения Егорьевского района и объединения всех его поселений в единый городской округ.

## Демография
В 1885 году в деревне проживало 134 человека, в 1905 году — 186 человек (92 мужчины, 94 женщины), в 1926 году — 146 человек (72 мужчины, 74 женщины). По переписи 2002 года — 48 человек (24 мужчины, 24 женщины). Население — 79 человек (2010).
| 1859 | 1868 | 1885 | 1905 | 1926 | 2002 | 2006 |
| ---- | ---- | ---- | ---- | ---- | ---- | ---- |
| 95   | ↗110 | ↗134 | ↗186 | ↘146 | ↘48  | ↗61  |
| 2010 |      |      |      |      |      |      |
| ↗79  |      |      |      |      |      |      |